# Palindromes
Palindromes ist ein Jazzalbum von Paul Dunmall, Percy Pursglove, Olie Brice und Jeff Williams. Die am 2. April 2020 im Londoner Veranstaltungsort Cafe Oto entstandenen Aufnahmen erschienen am 12. Februar 2021 auf West Hill Records.

## Hintergrund
Bassist Olie Brice habe geahnt, dass es sich lohnen könnte, zwei seiner Mitarbeiter bei einem Konzert zusammenzubringen, die noch nie zuvor zusammen gespielt hatten, den britischen Holzbläser Paul Dunmall und den amerikanischen Schlagzeuger Jeff Williams, notierte John Sharpe. Sie vereinen sich zusammen mit dem Trompeter Percy Pursglove auf einem gemeinsamen Live-Album – aufgenommen im Londoner Cafe Oto im Februar 2020 während einer kurzen Tournee.

## Titelliste
- Paul Dunmall, Percy Pursglove, Olie Brice, Jeff Williams: Palindromes (West Hill Records WHR 002)[2]

1. Tattarrattat 1 31:47
2. Tattarrattat 2 30:30

Die Kompositionen stammen von Paul Dunmall, Percy Pursglove, Olie Brice, Jeff Williams.

## Rezeption

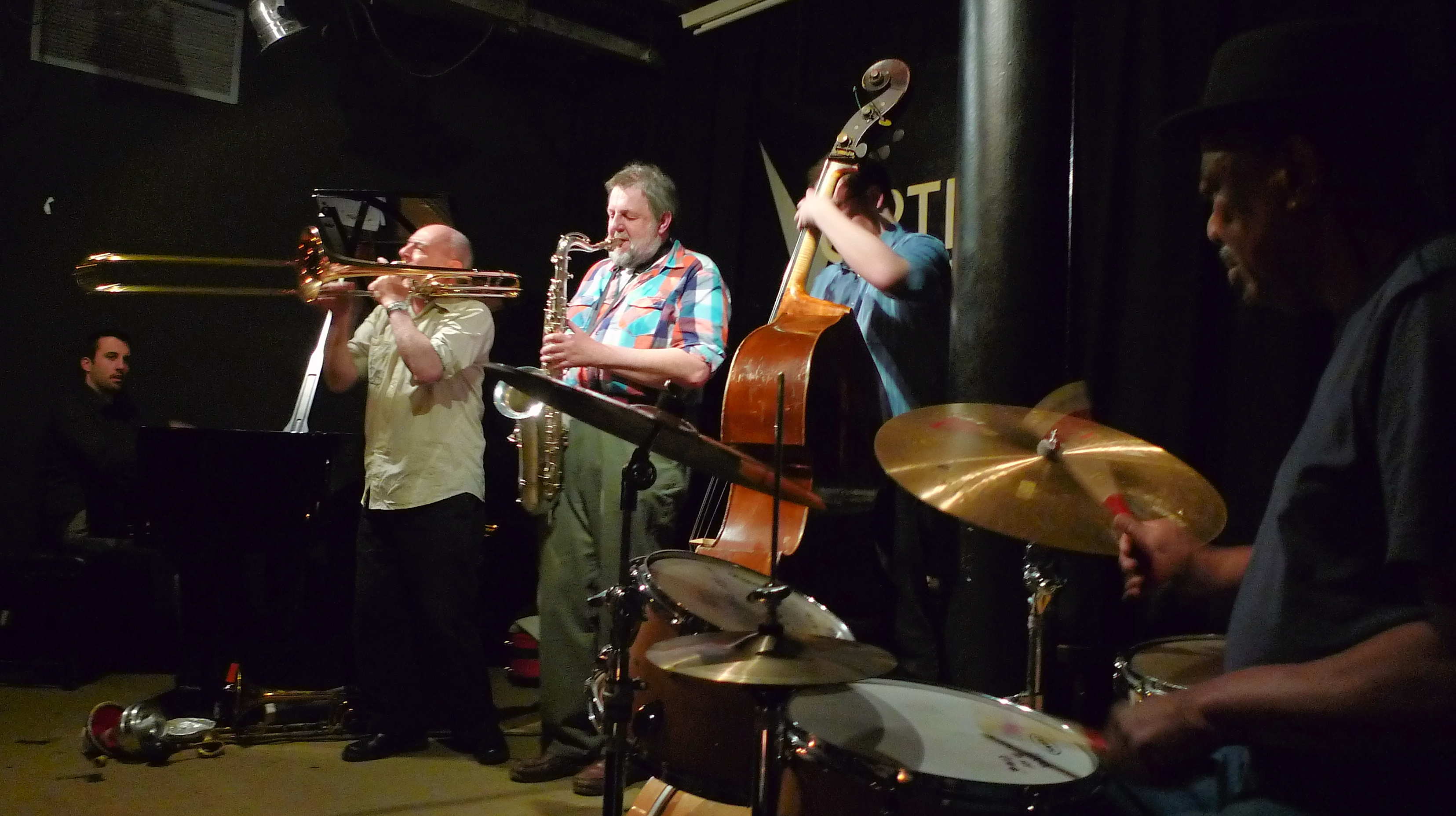
Paul Dunmall (Saxophon), Alan Tomlinson (Posaune), und Olie Brice (Bass) im Louis Moholo Moholo Quintet 2011

Dunmall sei natürlich tief in der Tradition verwurzelt, wobei John Coltrane sein Leitstern ist, aber er mache auch die Konsonanz zu einem Teil seines Repertoires, da die Blaser in regelmäßiger Präsenz wirbeln, schrieb in All About Jazz. Pursglove zeige die gesamte Bandbreite moderner Trompetensspiels, während er stottert, schnaubt und keucht, verbinde aber die Textur mit einer lyrischen Sensibilität, wie er im Duett mit Williams’ Schlagzeug gegen Ende von „Tattarratattat -1“ zeige, wo er seine melodischen Figuren immer straffer ausdehne. Mit vier solch reifen Talenten seien die Beteiligten zwar nicht gerade zurückhaltend, schüfen aber dennoch eine nahezu perfekte Balance zwischen Solo und Ensemblespiel. Selbst nach mehrmaligem Durchspielen des Albums fühle es sich an, als sei man mit den Musikern auf derselben Entdeckungsreise, erleuchtet von der spürbaren Freude am Schaffen mit Gleichgesinnten.
„Tattarratattat – 2“ führe das Konzept weiter, allerdings mit sanfteren und melodischeren Abschnitten, schrieb Ken Waxman in JazzWord. Niemand würde dies jedoch mit einer Mainstream-Session verwechseln, egal wie viele luftige Züge Pursglove-Projekte oder plätschernde Arien vom Saxophonisten kämen. Hartes Schreien und kreischendes Flattern in verschiedenen Tonhöhen und Tempi dominierten die Strategie der Bläser. Sie werden bei jeder Gelegenheit ausgespuckt und gleiten in den Raum des anderen hinein und wieder heraus, wobei Bruce‘ Saitensägen Staccato-Intervalle hinzufügt. Dennoch seien die Verbindungen zwischen den vieren so stabil, dass eine abschließende, ausgelassene Gruppenimprovisation Erinnerungen an die lyrischen Obertöne der Melodie enthalte.